# Zabezpieczenie społeczne
Zabezpieczenie społeczne – ogół zinstytucjonalizowanych świadczeń materialnych i niematerialnych, które mają na celu zagwarantowanie  oraz zaspokojenie podstawowych potrzeb wszystkim członkom danej społeczności.
Rozwinęło się po II wojnie światowej, mimo tego że u schyłku XIX wieku funkcjonowały już jego elementy.
Głównym celem stworzenia systemu zabezpieczenia społecznego było zapewnienie członkom danego społeczeństwa zarówno bezpieczeństwa socjalnego, jak i bezpieczeństwa przed różnymi rodzajami ryzyka socjalnego takimi jak macierzyństwo, zgon żywiciela rodziny, starość, utrata zatrudnienia czy niezdolność do pracy lub służby zawodowej ze względów zdrowotnych.
W celu realizacji zabezpieczenia społecznego konieczne jest funkcjonowanie instytucji opieki społecznej, która jest powoływana przez państwo lub władze terenowe.
Zabezpieczenie społeczne realizowane jest za pomocą trzech metod: ubezpieczeniowej, zaopatrzeniowej i filantropijnej. Uwzględniając aspekt administracyjno-finansowy, można wskazać na metodę ubezpieczeniową, zaopatrzeniową i pomoc społeczną.
Wśród głównych form zabezpieczenia społecznego możemy wyróżnić:
- pracę socjalną
- świadczenia pomocy społecznej,
- świadczenia  ubezpieczenia zdrowotnego oraz świadczenia zdrowotne dla osób nieubezpieczonych uprawnionych do świadczeń,
- świadczenia  ubezpieczeń społecznych (w tym ubezpieczeń społecznych rolników)  albo zaopatrzenia emerytalno-rentowego, chorobowego i wypadkowego,
- świadczenia z Funduszu Gwarantowanych Świadczeń Pracowniczych
- świadczenia z zakładowego funduszu świadczeń socjalnych
- świadczenia z Państwowego Funduszu Rehabilitacji Osób Niepełnosprawnych
- świadczenia z Funduszu Pracy
- świadczenia z Funduszu Pomocy Pokrzywdzonym i Pomocy Postpenitencjarnej
- świadczenia z Funduszu Kościelnego
- świadczenia z Funduszu Alimentacyjnego
- świadczenia z Funduszu Rozwiązywania Problemów Hazardowych
- świadczenia z Funduszu Rozwoju Kultury Fizycznej
- świadczenia z dochodu gminy pochodzącego z opłat za korzystanie z zezwoleń na detaliczną sprzedaż napojów alkoholowych
- świadczenia z Europejskiego Funduszu Społecznego Plus
- niektóre ubezpieczenia osobowe i majątkowe, które są obowiązkowe albo w przypadku których wprowadzono dopłaty lub preferencje podatkowe
- fundusze gwarancyjne: Turystyczny, Ubezpieczeniowy, Bankowy i Deweloperski
- Fundusz Gwarancyjny Krajowej Izby Rozliczeniowej
- System rekompensat Krajowego Depozytu Papierów Wartościowych
- System gwarantowania rozliczeń transakcji KDPW_CCP
- Fundusz Gwarancyjny Izby Rozliczeniowej i Rozrachunkowej IRGiT
- System zabezpieczeń transakcji Giełdowej Izby Rozrachunkowej IRGiT
- dopłaty do kredytów mieszkaniowych i studenckich
- towarzystwa budownictwa społecznego i społeczne inicjatywy mieszkaniowe
- lokale socjalne
- rekompensaty z tytułu realizacji uprawnień do ulgowych przejazdów środkami publicznego transportu zbiorowego
- rentę socjalną
- rentę strukturalną
- inne zasiłki
- bezpieczeństwo socjalne
- stypendia.